# Moehringia hypanica
Moehringia hypanica är en nejlikväxtart som beskrevs av Grin och Klokov. Moehringia hypanica ingår i släktet skogsnarvar, och familjen nejlikväxter. Inga underarter finns listade i Catalogue of Life.